# Viscount Long

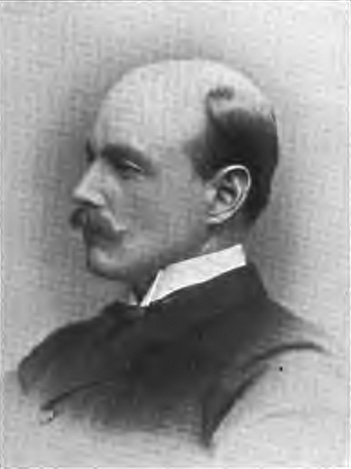
Walter Long, 1. Viscount Long

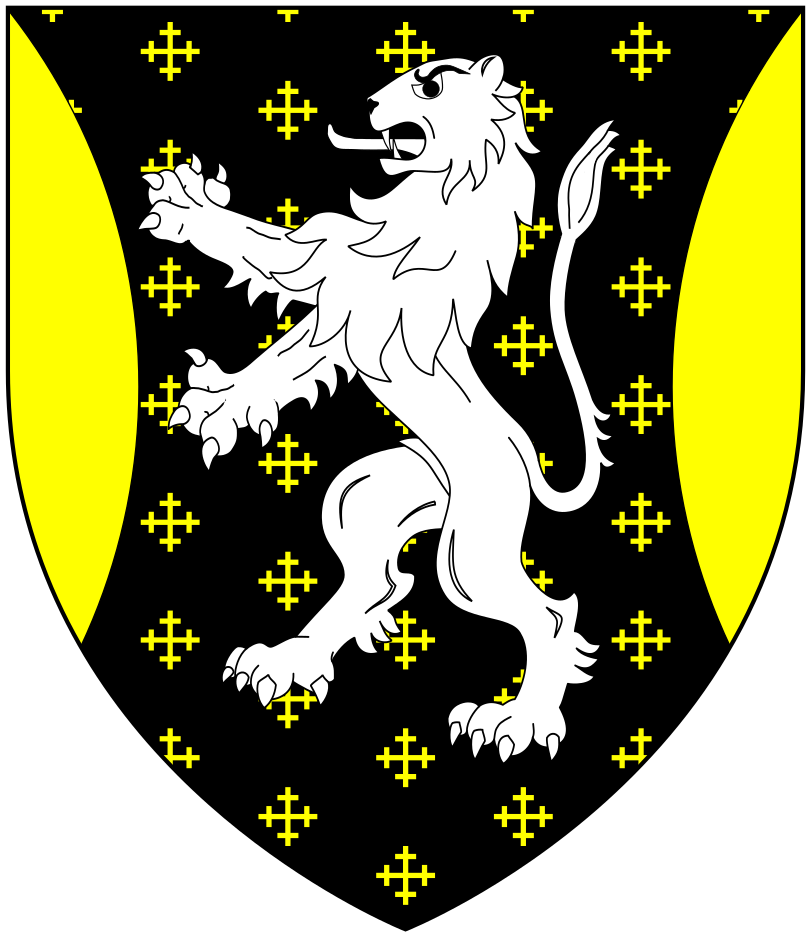
Wappen der Viscounts Long

Viscount Long, of Wraxall in the County of Wilts, ist ein erblicher britischer Adelstitel in der Peerage of the United Kingdom.

## Verleihung
Der Titel wurde am 4. Juni 1921 dem Unterhausabgeordneten und First Lord of the Admiralty Walter Long verliehen.
Heutiger Titelinhaber ist dessen Urenkel, der 5. Viscount.

## Liste der Viscounts Long (1921)
- Walter Long, 1. Viscount Long (1854–1924)
- Walter Long, 2. Viscount Long (1911–1944)
- Richard Long, 3. Viscount Long (1892–1967)
- Richard Long, 4. Viscount Long (1929–2017)
- James Long, 5. Viscount Long (* 1960)

Titelerbe (Heir Presumptive) ist der Onkel des aktuellen Titelinhabers Hon. John Hume Long (* 1930).